# École symphonique de Milan
L’école symphonique de Milan est l'école de musique préclassique qui regroupe les musiciens et compositeurs italiens actifs à Milan qui, à partir de 1725, ont joué un rôle déterminant dans la transition entre la musique baroque et le classicisme viennois.
Cette école introduisit en Europe le nouveau genre symphonique juste avant l'école préclassique de Vienne, l'école de Berlin et l'école de Mannheim, et bien avant le classicisme viennois.

## Historique

### Émergence de la symphonie

#### Origine sociale
Durant la première moitié du XVIIIe siècle, « le monde change vite, l'économie de marché se développe, les investisseurs et entrepreneurs s'enrichissent, les académies et les cercles culturels se développent, de même qu'une nouvelle classe sociale et un nouveau marché musical ». La bourgeoisie en plein essor ne se reconnaît pas dans la musique baroque sophistiquée des cours européennes, « basée principalement sur la mythologie et ornée de références littéraires et même d'anecdotes de cour ». Cette demande de la bourgeoisie de participer à la vie culturelle et musicale provoque alors l'émergence d'un nouveau style au langage simplifié, adapté à de grandes salles de concerts et à des concerts en plein air, et interprété par des orchestres aux effectifs redoublés, soumis à une discipline stricte et dirigés par un chef d'orchestre.

#### Rôle central de Milan
Dans l'émergence du style nouveau, la Lombardie (qui est autrichienne depuis les traités d'Utrecht en 1713) joue un rôle important car elle est alors la région musicale la plus active d'Italie, comme le souligne Charles De Brosses durant les années 1740 : Milan, carrefour des cultures, stimulait alors les échanges culturels grâce à sa position dominante dans le monde de l'opéra. Milan abritait alors de nombreux orchestres : celui de la Scala, ceux des grandes églises de la ville, des orchestres créés par de grands familles, par des académies de musique, par des confréries, par des écoles... 
L'épanouissement de la culture symphonique à Milan a entraîné une demande croissante de symphonies milanaises dans toute l'Europe, où cette musique était très appréciée.

#### Origine stylistique
« C'est en Italie que fut posée la première pierre du développement de la symphonie classique. Au début du 18e siècle, deux traditions parallèles s’y constituèrent. L'une trouva son maître avec Alessandro Scarlatti et ses opéras avec ouverture en forme de sinfonia, l'autre dans les concerti ripieni de Vivaldi, œuvres orchestrales avec partie pour cordes. Le développement ultérieur fut le fait, dans le domaine de l'opéra, de Pergolèse, Leonardo Leo et Vinci et, dans le domaine du concert, de Giovanni Battista Sammartini ».

### Rejet du contrepoint et du mode mineur
La première moitié du XVIIIe siècle est une époque positive et optimiste : c'est le début du siècle des Lumières, les académies regorgent de débats sur la science et la politique, le futur est plein d'espoir et les populations espèrent de meilleures conditions de vie.
Les symphonies milanaises composées à cette époque optimiste (et plus précisément entre 1734 et 1760) tournent le dos au contrepoint et au mode mineur et se tournent massivement vers le mode majeur,.

### Chefs de file de l'école préclassique de Milan

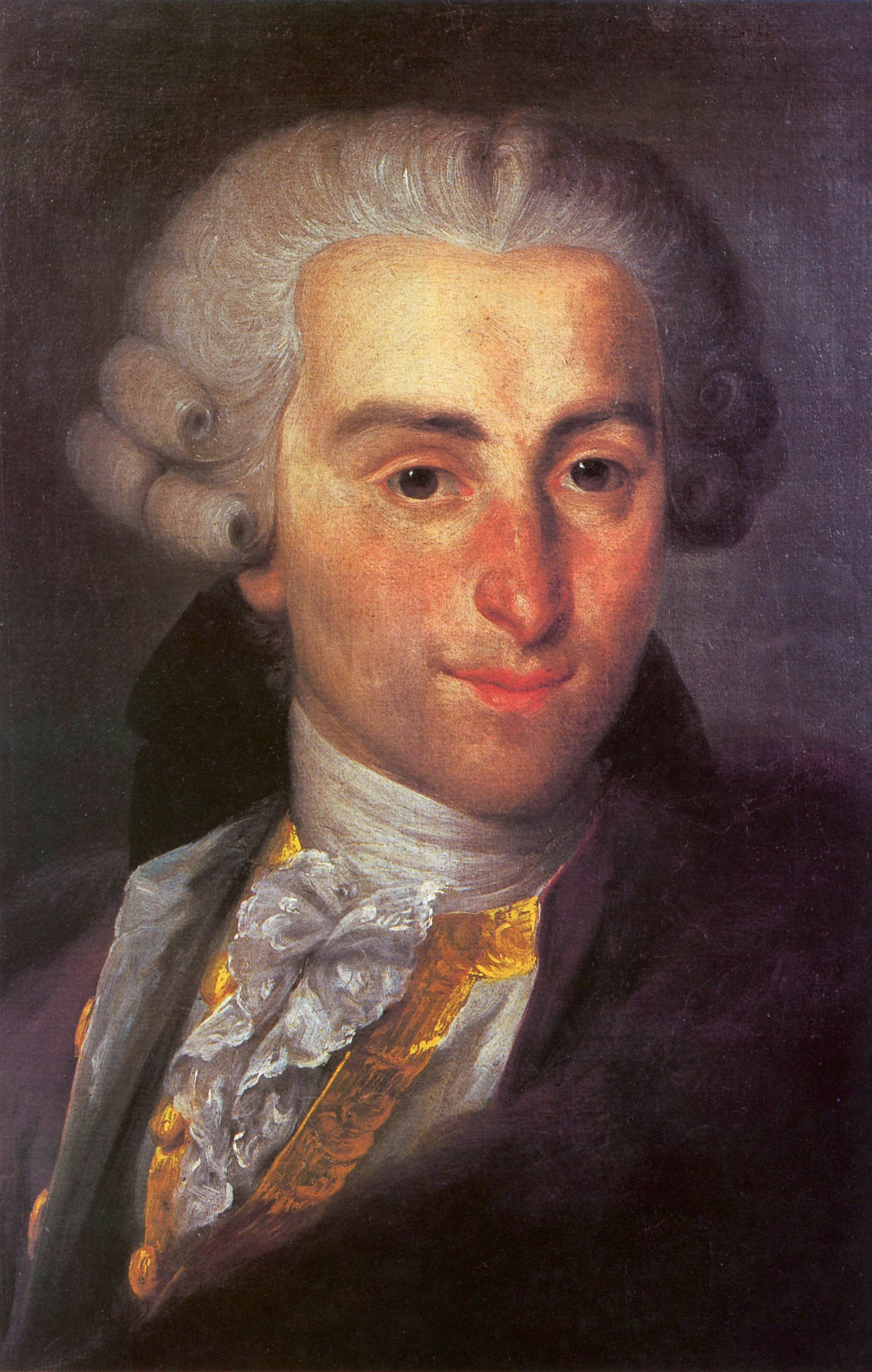
Giovanni Battista Sammartini.

L'un des deux chefs de file de l'école préclassique de Milan fut Giovanni Battista Sammartini (1700–1775), un des compositeurs les plus imités du XVIIIe siècle, considéré aujourd'hui comme l'un des pères de la symphonie moderne : il a laissé 67 symphonies d'attribution certaine dont quelques-unes peuvent remonter au début des années 1730 et peut-être même aux années antérieures.
L'autre chef de file de cette école fut Antonio Brioschi (1690–1756), que Jan LaRue considère comme un des « compositeurs qui ont apporté la plus grande contribution » à la symphonie durant les années 1740 et comme un des compositeurs qui, avec Sammartini, « confirment la contribution de Milan à la nouvelle symphonie ». Trois des symphonies de Brioschi figurent parmi les plus anciennes symphonies connues, dont celle qui ouvre la cantate juive Dio, clemenza e rigore, commandée par la communauté juive de Casale Monferrato et créée dans la synagogue de cette ville le 10 octobre 1733,. Selon Bathia Churgin, le style de cette symphonie de 1733 « suggère qu'il pourrait avoir commencé à composer des symphonies déjà dans les années 1720 ».

## Compositeurs de l'école préclassique de Milan
L'école préclassique ou symphonique de Milan est plus exactement une école lombardo-piémontaise voire nord-italienne, en ce qu'elle englobe également des musiciens non-milanais qui y ont séjourné ou y ont complété leur formation musicale.

### Compositeurs milanais
- Antonio Brioschi (1690–1756), dont le nom suggère qu'il pourrait provenir de la petite ville de Briosco au nord de Milan[8], est un compositeur qui, selon la musicologue israélienne Sarah Mandel, a écrit environ 90 symphonies en moins de 30 ans, « ce qui fait de lui peut-être le symphoniste le plus actif de tous les temps »[10],[9] : ce compositeur, dont la vie est mal connue et dont on ne sait pas s'il a voyagé en Europe, a gagné l'estime du mécène musical parisien Pierre Philibert de Blancheton, qui a acquis des dizaines de ses œuvres pour sa collection[10], conservée dans le Fonds Blancheton à la Bibliothèque nationale de France à Paris[8] ; la symphonie de 1733 évoqué plus haut fait partie de ce Fonds[8]

- Giovanni Battista Sammartini (1700–1775), considéré comme le représentant le plus significatif de cette école milanaise[2], qui ne doit pas être confondu avec son frère aîné Giuseppe Sammartini (1695–1750), dont le répertoire plus traditionaliste[2] se rattache à la musique de style baroque. Dans les sources, Sammartini est souvent confondu avec Brioschi, à cause de publications contemporaines à Paris et à Londres et de copies de leurs symphonies respectives réalisées par une même main à Milan[8] ;

- Ferdinando Galimberti (actif de 1720 à 1750) ;

- Giovanni Battista Lampugnani (1708–1788) ;

- Francesco Zappa (1717–1803), un violoncelliste et compositeur, né probablement à Milan en 1717, dont le musicien de rock américain Frank Zappa a découvert l'existence par hasard en parcourant l'encyclopédie musicale de Grove[10] : Frank Zappa a consacré en 1984 à son quasi-homonyme un disque de style électronique, intitulé simplement Francesco Zappa et enregistré par le Barking Pumpkin Digital Gratification Consort dirigé par lui[11],[12],[13],[14].

### Compositeurs lombards
- Fortunato Chelleri (1689–1757), né à Parme, le plus âgé des symphonistes dits milanais, qui adopta le style nouveau développé par Brioschi et Sammartini et devint symphoniste à un âge avancé, après avoir écrit principalement des pièces de théâtre et pour clavecins : quand il devient défenseur de la nouvelle musique instrumentale, il ne réside plus en Italie, mais en Europe du Nord, en Allemagne et en Suède[10] ;

- Andrea Zani (1696–1757), un compositeur né à Casalmaggiore dans la province de Crémone, dont six symphonies redécouvertes par Eugen K. Wolf et datées de 1729 figurent parmi les plus anciennes symphonies datées[8] ;

- Francesco Pasquale Ricci (1732–1817), un compositeur né à Côme qui a fait des études musicales à Milan[15], a séjourné de 1764 à 1780 à l'étranger, travaillant en Allemagne, en France, en Angleterre, en Suisse et aux Pays-Bas où ses symphonies Op.2 ont été publiées en 1766 à Amsterdam[10].

### Compositeur piémontais

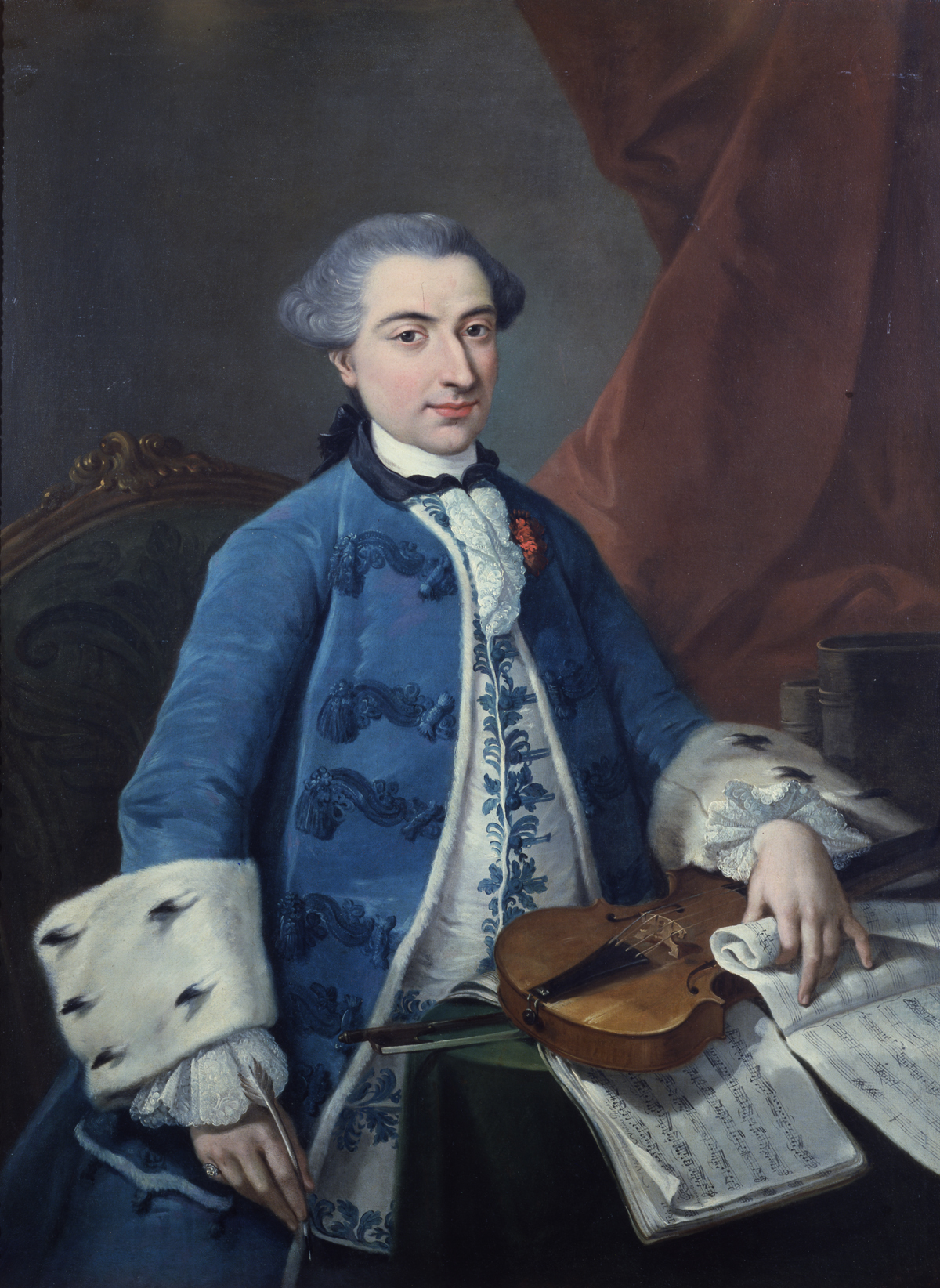
Gaetano Pugnani.

- Gaetano Pugnani (1731–1798).

## Compositeurs connexes

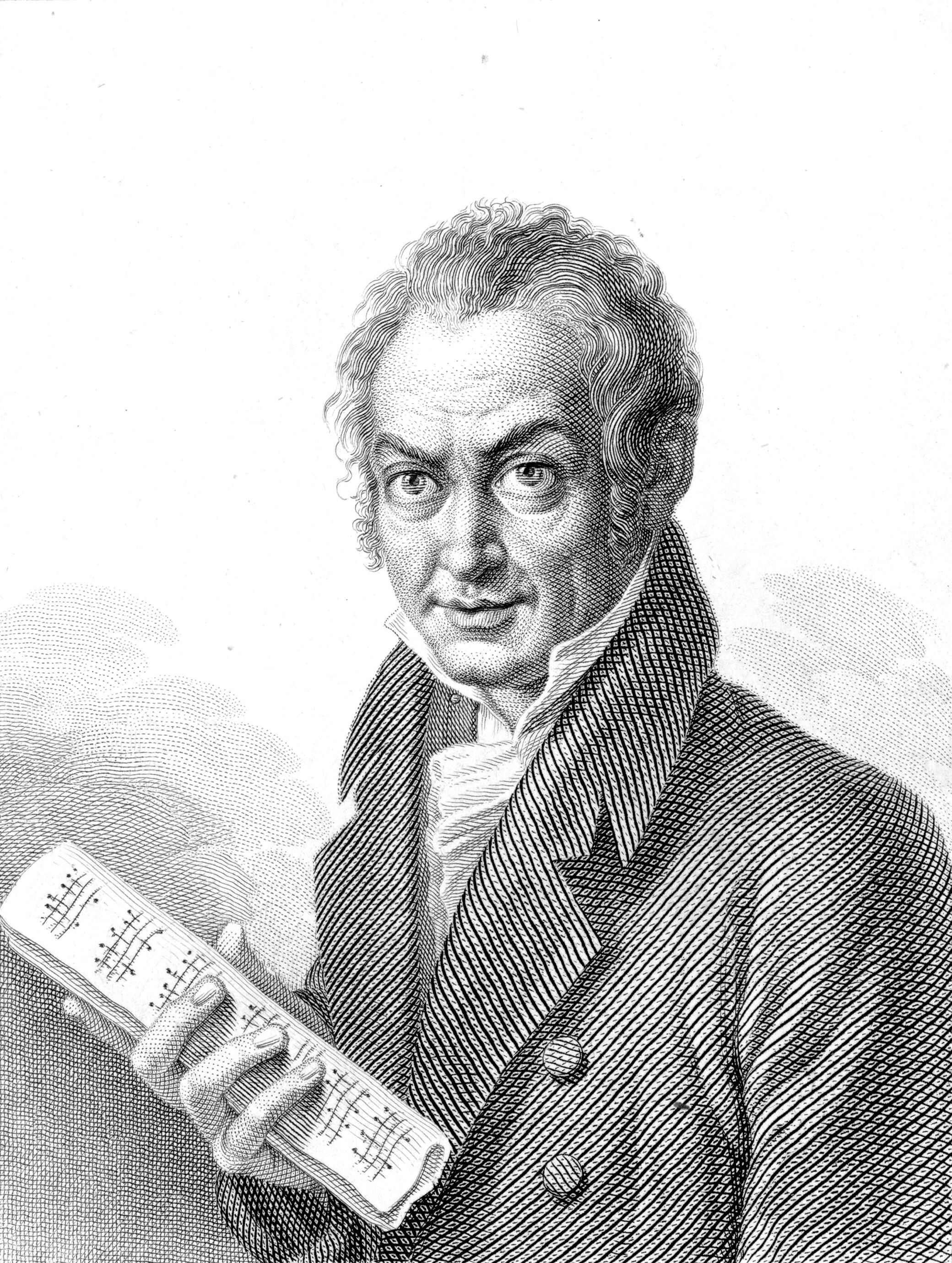
Niccolò Antonio Zingarelli.

Niccolò Zingarelli (1752–1837) est un compositeur plus tardif originaire de Naples dont le séjour à Milan, bien que limité à un peu plus d'une décennie, constitue cependant la clé de voûte de sa carrière : ses Sinfonie milanese (baptisées ainsi au XXe siècle par le musicologue américain Rey Longyear) ont probablement été écrites durant les premiers mois de sa présence à Milan en 1784–1785,.

## Enregistrements
Pour illustrer l'école préclassique de Milan, on retiendra les enregistrements réalisés par l'ensemble Atalanta Fugiens sous la direction de Vanni Moretto dans le cadre du projet Archivio della Sinfonia Milanese et édités par Sony sur son label Deutsche Harmonia Mundi, :
- 2006 : Sei Sinfonie (1733-1741) d'Antonio Brioschi
- 2010 : The Milanese Symphonies Vol.I de Niccolò Zingarelli
- 2012 : Six Symphonies (1740-1744) d'Antonio Brioschi
- 2012 : Six Simphonies de Francesco Zappa
- 2014 : Six Symphonies de Pasquale Ricci
- 2015 : Six Simphonies Nouvelles de Fortunato Chelleri

Pour Giovanni Battista Sammartini, on retiendra l'enregistrement suivant :
- 1986 : G.B. et G. Sammartini - Concerti & Sinfonie par l'Ensemble 415 dirigé par Chiara Banchini (Harmonia Mundi HMA 1901245)